# Giro (distrikt)
Giro är ett distrikt i Afghanistan. Det ligger i provinsen Ghazni, i den centrala delen av landet, 180 kilometer söder om huvudstaden Kabul.
Distriktet beräknades år 2022 ha cirka 43 000 invånare.